# Cristo morto in croce
Il Cristo morto in croce è la undicesima delle quindici "casse" che vengono portate a spalla durante la processione del Venerdì Santo che si svolge a Savona ogni due anni, negli anni pari.

## Caratteristiche
Si tratta di una scultura lignea di scuola romana della seconda metà del XVI secolo o primi anni del XVII secolo, conservata nell'Oratorio di Nostra Signora di Castello. Fu donata nel 1728 dalla famiglia Della Rovere, discendenti dei papi Sisto IV e Giulio II, membri della confraternita. Le sue dimensioni sono: 4,10 x 2,35 x 1,85 m ed è portata da 20 portatori per tappa. Fu oggetto di restauro nel 1996.